# Monstro do Pântano (revista em quadrinhos)
Monstro do Pântano foi uma revista brasileira de histórias em quadrinhos protagonizada pelo personagem de mesmo nome. O personagem teve 7 publicações regulares. Com o nome Monstro do Pântano, a primeira foi publicada em 1979 pela EBAL em formatinho. A segunda foi publicada pela Abril Jovem, com 19 edições entre 1990 e 1991. Em seguida, duas edições em 1999 pela Atitude Publicações, três edições em 2002 e 2003 pela Brainstore e mais quatro pela Panini Comics entre 2014 e 2016. Já a publicação denominada A Saga do Monstro do Pântano tinha como objetivo trazer republicações de histórias clássicas do personagem, tenho uma edição em 2007 pela Pixel Media e seis edições em 2014 e 2015 pela Panini Comics. Os três primeiros volumes de A Saga do Monstro do Pântano da Panini ganharam o Troféu HQ Mix de 2015 na categoria "melhor publicação de clássico".